# Aulagromyza praecox
Aulagromyza praecox är en tvåvingeart som beskrevs av Spencer 1981. Aulagromyza praecox ingår i släktet Aulagromyza och familjen minerarflugor.
Artens utbredningsområde är Kalifornien. Inga underarter finns listade i Catalogue of Life.